# فانغسهيلا
فانغسهيلا (بالنرويجية: Vangshylla) هي قرية ومنطقة سكنية تقع في بلدية إندروي بمقاطعة نور تروندلاغ، النرويج.